# Technicentre industriel de Rouen Quatre-Mares
Le technicentre industriel de Rouen Quatre-Mares est un ensemble d'ateliers ferroviaires destinés à l'entretien des matériels roulants de la Société nationale des chemins de fer français (SNCF).

## Situation
Le technicentre industriel de Rouen Quatre-Mares se compose d'un terrain de 21,5 ha. Il est bordé à l'est par une zone industrielle et commerciale puis par la Seine et à l'ouest par la commune de Sotteville-lès-Rouen.

## Histoire
Construit en 1913, le site est destiné à l'entretien des locomotives de la région ouest.

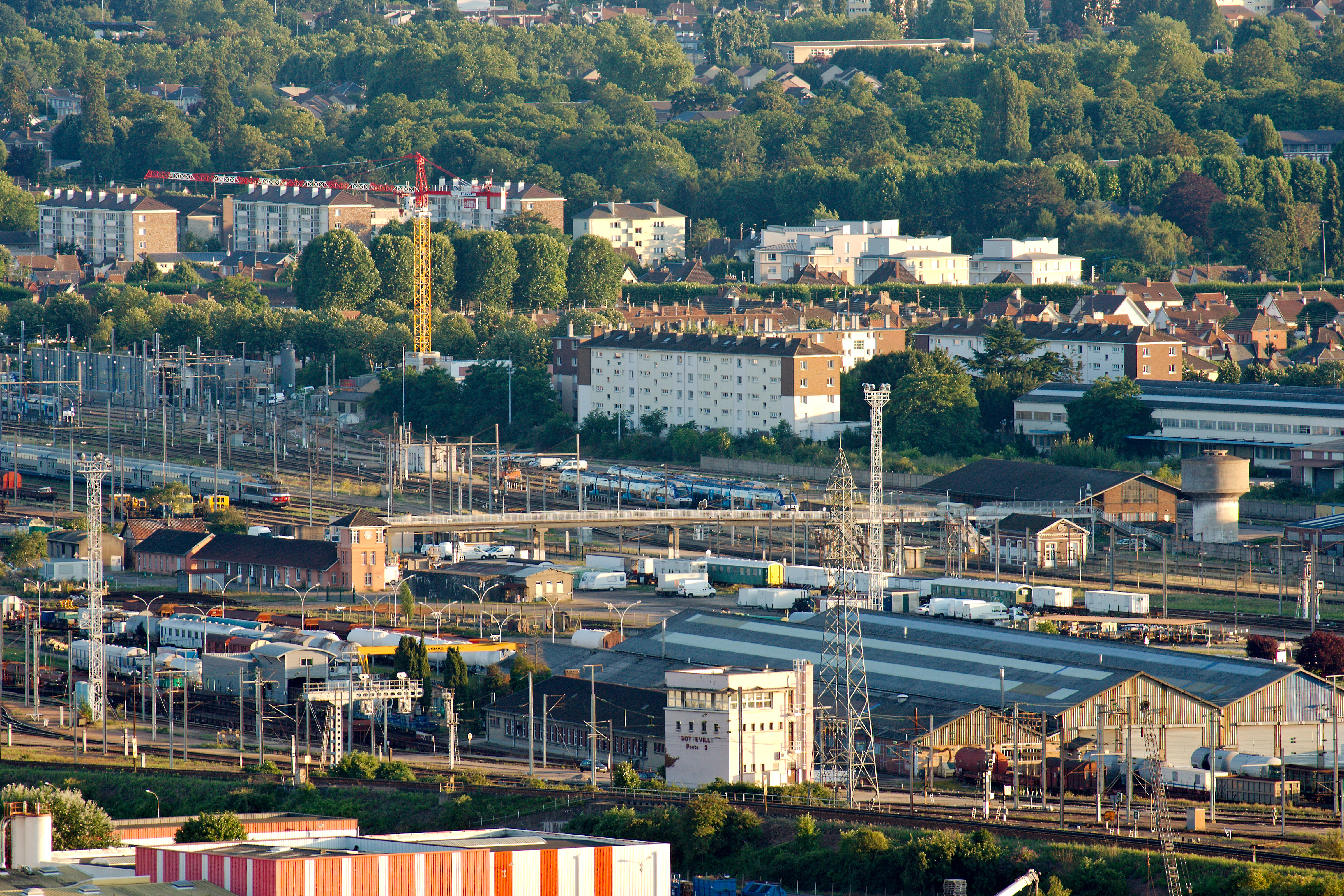
Technicentre SNCF Quatre-Mares de Sotteville-lès-Rouen vu depuis la colline Sainte-Catherine à Bonsecours.

Les troupes britanniques présentes en France obtiennent le droit d'utiliser les bâtiments pour leur usage propre. L'accord stipule qu'ils doivent terminer la construction et l'aménagement du site. En septembre 1917, les premières locomotives sont entretenues sur le site.
Le technicentre intègre la SNCF à sa création, en 1939. En 1960, il est reconverti pour réparer les locomotives thermiques. Cependant, les locomotives à vapeur et les locomotives thermiques y cohabitent jusqu'en 1968.
Les engins stationnés à proximité, en attente de démantèlement, sont traités en partie au technicentre afin de valoriser certains composants réutilisables,.

## Activités en 2022
Les séries de matériels réparés en 2022 sont constitués des Z 27500, X 76500, B 81500 et des B 82500.